# Polen-rundschau
Polen-rundschau – niemieckojęzyczny miesięcznik, ukazujący się od kwietnia 2004 r. w Warszawie. Jest on pierwszą niemieckojęzyczną gazetą na cały kraj od czasów II wojny światowej.
Zwraca się przede wszystkim do Niemców żyjących w Polsce i do Polaków władających językiem niemieckim i zainteresowanych sprawami niemiecko-polskimi. Tematycznie, zajmuje się wszystkimi ważnymi aspektami życia, jak polityka, gospodarka, kultura, wydarzenia itp. Propaguje pojednanie polsko-niemieckie.
W kwietniu 2006 czasopismo zostało sprzedane za pośrednictwem eBay anonimowemu nabywcy z Niemiec. Od tego czasu było drukowane w drukarni Lausitzer Rundschau. Redakcja nadal pozostała w Warszawie.
W marcu 2008 czasopismo ukazało się po raz ostatni w postaci drukowanej. Obecnie wydawane jest wyłącznie w wersji elektronicznej. Cena prenumeraty została w związku z tym obniżona. 
- Redaktor naczelny: Mirko Kaupat

- Wydawnictwo: New Press Polska